# Klimahaus Bremerhaven

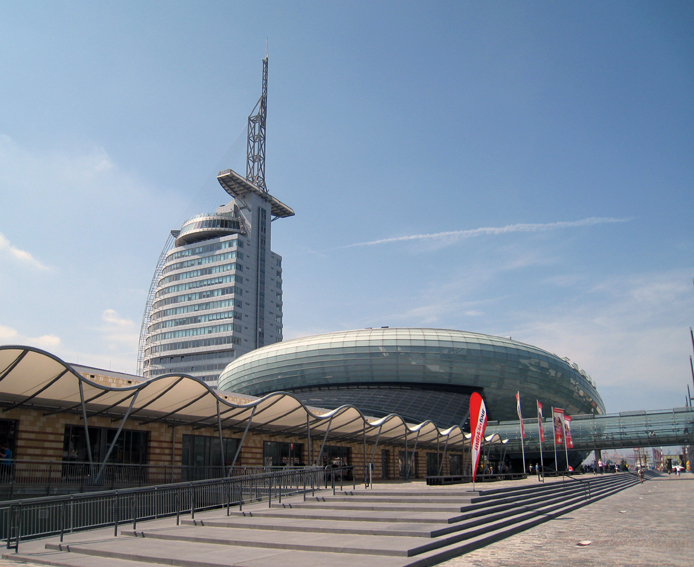
Das Klimahaus Bremerhaven (dahinter das Atlantic Hotel Sail City)

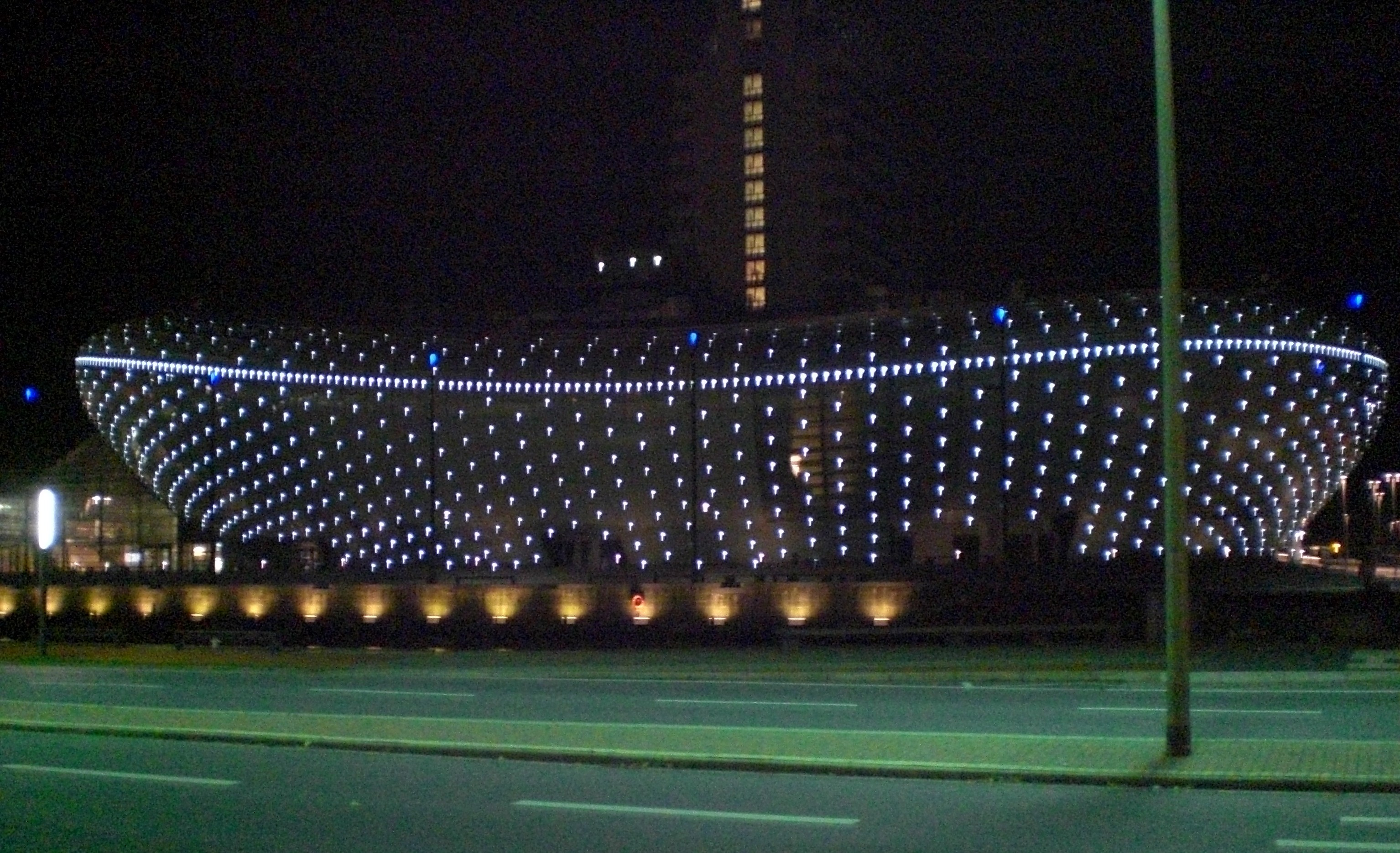
Klimahaus bei Nacht

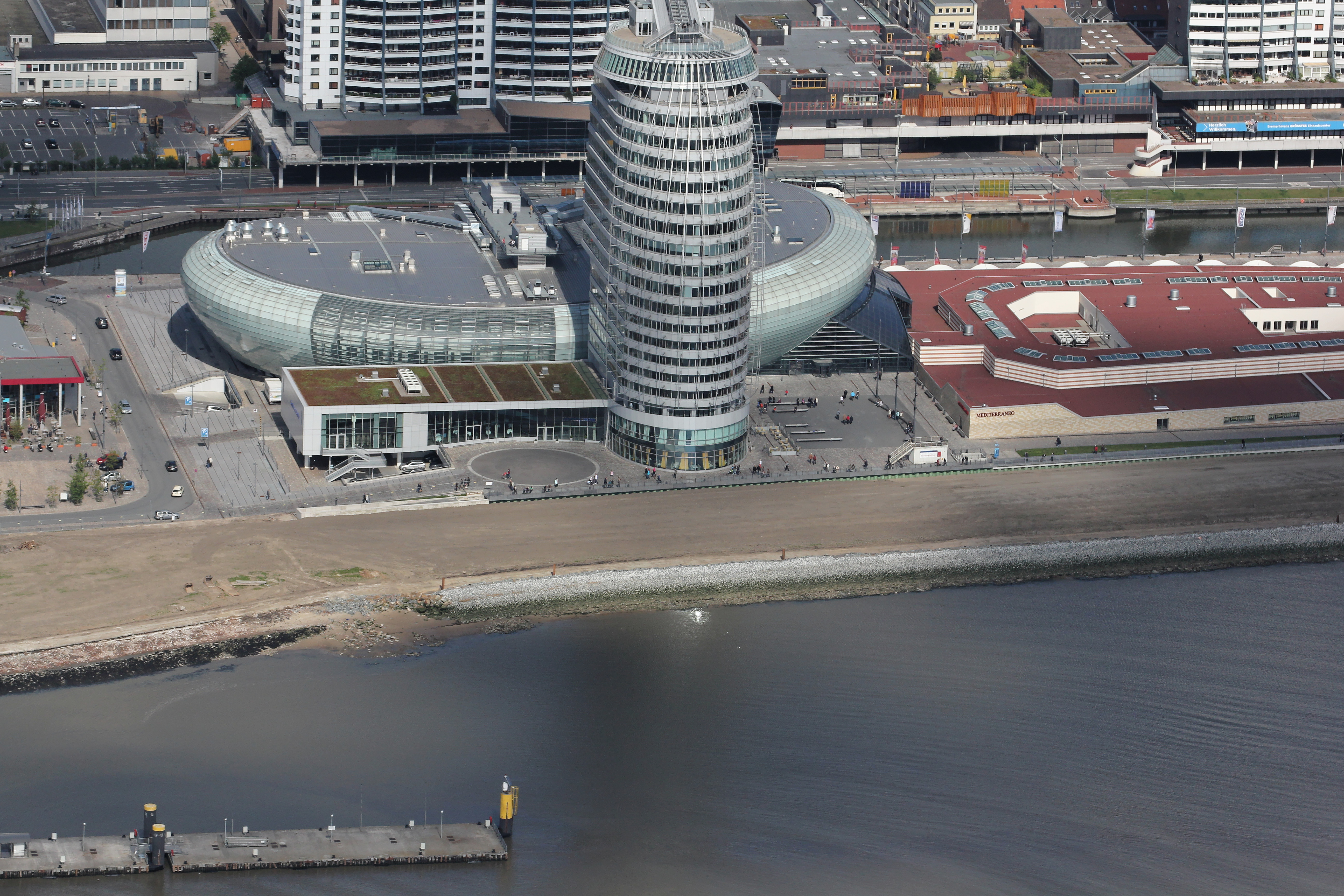
Luftaufnahme des Klimahauses

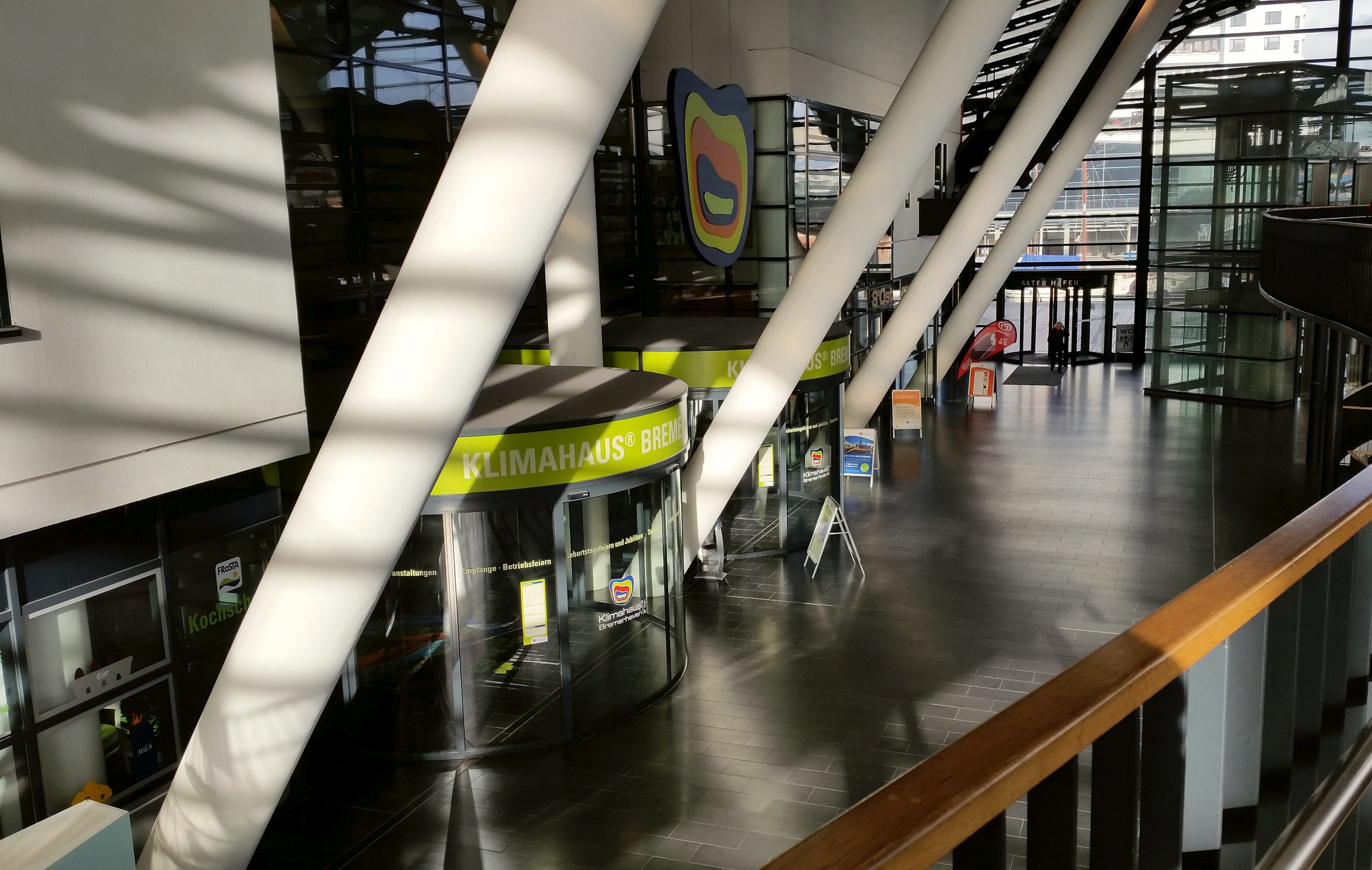
Klimahaus Innen, Eingang von der Columbus Passage

Das Klimahaus Bremerhaven ist ein wissenschaftliches Ausstellungshaus in Bremerhaven. Es liegt am Alten Hafen und ist Bestandteil der Havenwelten; seine Form ähnelt einem Boot. Die Ausstellung bietet die Möglichkeit einer virtuellen Reise um die Erde in Nord-Süd-Richtung auf etwa der geographischen Länge des Ausgangspunktes, 8°34′30″ östlich von Greenwich, und in der Verlängerung über den Südpol in Nordrichtung entlang des 171. bis 172. westlichen Längengrades. Die rund 11.500 Quadratmeter große Wissens- und Erlebniswelt greift in verschiedenen Ausstellungsbereichen den Themenkomplex Klima und Klimawandel auf. Seit Januar 2024 ist Klaus Meier neuer Betreiber des Ausstellungshauses. Nachdem Arne Dunker das Klimahaus von 2004 bis 2023 geleitet hatte, übernahm Ingrid Hayen Anfang 2024 die Geschäftsführung.
Das Klimahaus Bremerhaven wurde am 25. Juni 2009 durch den irischen Musiker und Menschenrechtsaktivisten Bob Geldof eröffnet. Es ist neben dem bereits bestehenden Nordsee Science Center das zweite Science Center in Bremerhaven und, zusammen mit dem Universum Bremen, das dritte im Land Bremen.

## Ausstellung

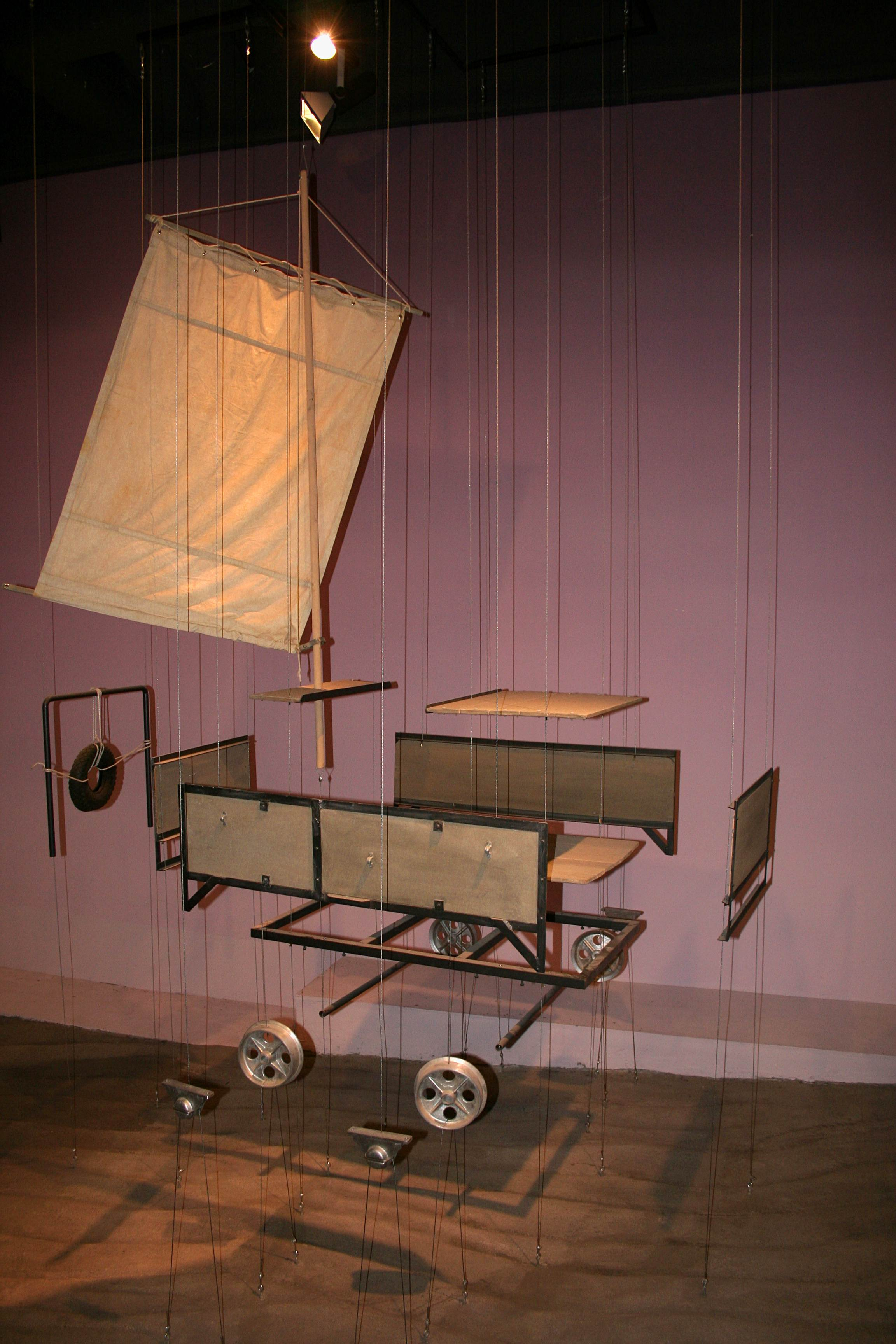
„Fliegende Lore“ an der Station Langeneß im Bereich Reise

Die Ausstellungsfläche umfasst 11.500 m² und ist in die drei Ausstellungsbereiche Reise, Perspektiven und World Future Lab gegliedert.
Der Bereich Reise nimmt mit 4.800 m² die größte Fläche ein. Von Bremerhaven ausgehend soll die Reise entlang des achten östlichen Längengrads führen. Neun Reisestationen in acht Ländern stellen die unterschiedlichen Klimazonen der Erde dar. Die Reisestationen befinden sich auf fünf verschiedenen Kontinenten. Die jeweilige Temperatur und die relative Luftfeuchtigkeit sind den örtlichen Bedingungen angepasst. Die Station Antarktis weist im Klimahaus eine Temperatur von ca. −6 Grad Celsius auf, die Station Niger hingegen hat eine Temperatur von rund 35 Grad Celsius.
Besucher der Reisestation Schweiz können modellhaft beobachten, wie der Klimawandel das Leben der Menschen im Isenthal verändert. Einige Ausstellungsräume weiter befindet sich mit tropischer Wärme die Reisestation Kamerun. Der westafrikanische Regenwald bei Nacht wird durch exotische Gerüche und Geräusche veranschaulicht. Einblicke in das Geschäft mit der Abholzung, Platzregen und grüne Schluchten stellt die Station Aleipata auf Samoa dar. Es folgt eine Aquarienwelt mit einem Blick auf ein gezüchtetes Saumriff aus lebenden Korallen.
Man durchläuft die Stationen:
1. Isenthal, Schweiz
2. Seneghe, Sardinien, Italien
3. Kanak, Niger
4. Ikenge, Kamerun
5. Königin-Maud-Land, Antarktika
6. Satitoa, Samoa
7. Gambell, Alaska
8. Hallig Langeneß, Deutschland

und kehrt am Ende wieder nach Bremerhaven zurück. Die Stationen liegen nicht, wie der Name vermuten lässt, exakt auf dem 8. östlichen Längengrad, der auch nicht durch Bremerhaven selbst verläuft (sondern etwa 38 km westlich), sondern ungefähr auf dem Längenkreis von Bremerhaven, also dem Kreis, der durch Bremerhaven, den Süd- und den Nordpol verläuft. Die europäischen Stationen liegen daher ziemlich genau nördlich und südlich des Ausgangspunktes.
Der ursprüngliche Ausstellungsbereich Elemente, in dem dargestellt wurde, wodurch Klima und Wetter beeinflusst werden, wie einzelne Phänomene entstehen und wie das komplexe Gesamtsystem zusammenhängt, ist 2012 geschlossen worden. Im Jahr 2013 befand sich im Ausstellungsbereich Elemente die Sonderausstellung Kreaturen der Urzeit – Die Grenzen der Anpassung, die Nachbildungen von Dinosauriern und lebende Reptilien, Amphibien und Insekten zeigte. Die Sonderausstellung sollte die Folgen von Klimaveränderungen auf die Flora und Fauna beleuchten und auf aktuelle Bedrohungen durch den Klimawandel aufmerksam machen. Seit Herbst 2014 war in dem Bereich das Offshore Center. Meer – Wind – Energie untergebracht, in dem das Thema Offshore-Windenergie behandelt wird. Der Ausstellungsbereich ist von der Bremerhavener Entwicklungsgesellschaft Alter/Neuer Hafen BEAN initiiert worden und wurde mit Mitteln des Landes Bremen und der Europäischen Union sowie mit Unterstützung durch die Windkraftindustrie realisiert. Aktuell befindet sich die neue Ausstellung Wetterextreme im Bau, die 2024 eröffnen wird.
Die Perspektiven kennzeichnen den zweiten Ausstellungsbereich, in dem es um das Klima in Vergangenheit, Gegenwart und die Auswirkungen auf die Zukunft gehen soll. Hier werden Erkenntnisse der Klimaforschung präsentiert.
Jeder Ausstellungsbereich ist unabhängig von den anderen konzipiert.

## Lehrangebote
Das Klimahaus versteht sich als Außerschulischer Lernort. In den Ausstellungen können Besucher Wetterphänomene und Hintergründe der Klimaveränderung erforschen und lernen, wie Klimaschutz funktioniert. Das Haus erstellt Materialien für Schulklassen und bietet spezielle Führungen an.

## Schirmherrschaft
Mit der Übernahme der Schirmherrschaft durch den damaligen Bundesumweltminister Sigmar Gabriel und die Unterstützung des Projekts seitens Politik und Wissenschaft sollte die gesellschaftspolitische Relevanz der Thematik des Klimahauses in Bremerhaven deutlich werden.
2013 übernahm Barbara Hendricks als Bundesumweltministerin die Schirmherrschaft und besuchte 2016 das Klimahaus Bremerhaven zu seinem 7. Geburtstag.
Ab 2018 übernahm die damalige Bundesumweltministerin Svenja Schulze die Schirmherrschaft und besuchte das Klimahaus Bremerhaven 2019.
Seit 2021 ist der Stellvertretende Bundeskanzler und Bundesminister für Wirtschaft und Klimaschutz, Robert Habeck Schirmherr des Klimahaus Bremerhaven.
Es engagieren sich weitere Institutionen und Unternehmen, darunter das Alfred-Wegener-Institut für Polar- und Meeresforschung, das Max-Planck-Institut für Meteorologie und der Deutsche Wetterdienst.

## Bauherr, Bauentwicklung, Betreiber

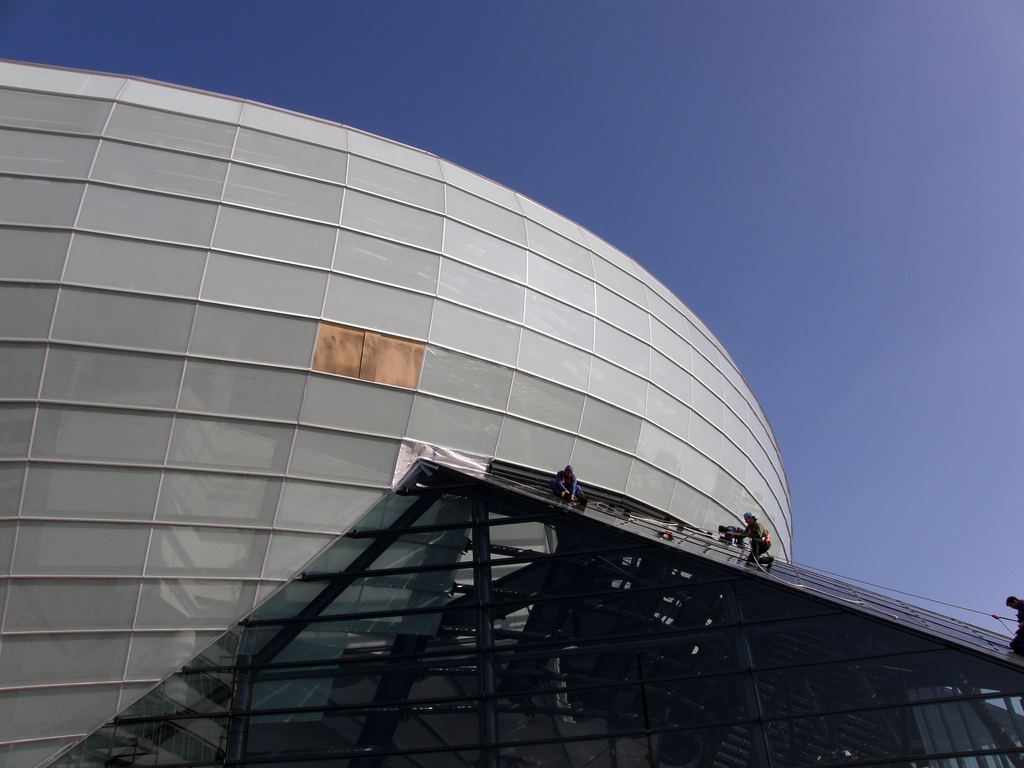
Arbeiten am Klimahaus (Oktober 2008)

Bauherr ist die Stadt Bremerhaven. Sie hat die Aufgabe an die Tochtergesellschaft Bremerhavener Entwicklungsgesellschaft Alter/Neuer Hafen (BEAN) übertragen.
Das Klimahaus ist ein Gemeinschaftsvorhaben der Stadt Bremerhaven, des Landes Bremen und des privaten Betreibers. Die öffentliche Hand finanziert die Investitionen von 70 Millionen Euro. Die Initiatoren Petri & Tiemann übernehmen anschließend den Betrieb und das damit verbundene Risiko. Als Betreibergesellschaft wurde die Klimahaus-Betriebsgesellschaft gegründet.

### Planung
Ende 2000 lieferte die Firma Petri & Tiemann eine Konzeptskizze Klimahaus Projekt Klimahaus Bremerhaven. Mitte 2001 hatte das Bremer Unternehmen der BIS Bremerhaven eine umfassende Konzept- und Machbarkeitsstudie vorgelegt. Planer des Klimahauses war zunächst der Architekt Thomas Klumpp sowie für die planerische Umsetzung die Bremer Niederlassung Eickworth-Iggena der agn Niederberghaus & Partner aus Ibbenbüren. Das Ausstellungskonzept und Design stammen von den Hamburger Ausstellungsmachern Kunstraum Gfk mbH.
Das Planerbüro agn schreibt zum Entwurf:
„Die Gebäudegeometrie folgt keinerlei Mathematik, auch wenn das Auge dies anders wahrzunehmen glaubt: Es handelt sich keinesfalls um eine Ellipse, Kreisbögen oder ähnliches, sondern um eine vollkommen freie Form. Auch im Inneren verweigert sich die Struktur des Klimahauses in weiten Teilen klassischen Architekturbegriffen wie Geschossebene, Wand oder Decke. Stattdessen gibt es ein inneres Raumkontinuum aus versetzten Ebenen, Galerien, Treppen und Rampen.“
Die BEAN hat die Aufgabe der Gesamtprojektsteuerung für die Baumaßnahmen am Alten/Neuen Hafen an die Städtische Wohnungsgesellschaft Bremerhaven, (STÄWOG) übergeben, welche die Abstimmung zwischen Innengestaltung und Hochbau moderiert und die Einhaltung von Zeitplan und Budget überwacht.
Abgewickelt wird die Finanzierung des Bauvorhabens durch die Bremerhavener Gesellschaft für Investitionsförderung und Stadtentwicklung mbH (BIS).
Die Projektsteuerung lag bei der Stadtbau-Bremerhaven, ein Eigenbetrieb der Stadt Bremerhaven.

### Durchführung
Das Klimahaus sollte ursprünglich im Sommer 2007 eröffnet werden. Da die Stadt Bremerhaven zwischenzeitlich die Bauarbeiten neu ausschreiben musste, verzögerten sich diese. Die Überschreitung der Baukosten von über 40 % sollen wegen der gestiegenen Weltmarktpreise für Stahl erfolgt sein. Die Baukostenüberschreitung muss wahrscheinlich die Stadt Bremerhaven tragen.
Investiert wurden in das Klimahaus rund 70 Millionen Euro aus Mitteln öffentlicher Haushalte (GA-Mittel und EFRE-Mittel).

## Umwelt- und Klimaschutz
Das Klimahaus hat durch den ständigen Unterhalt der Klimaräume und Aquarien sowie durch die notwendige Kühlung des Gebäudekomplexes einen erheblichen Energiebedarf. Daher stand am Beginn der Projektentwicklung eine eingehende Analyse der Gebäudenutzung und des Ausstellungsgeschehens mit dem Ziel, den Energiebedarf so weit wie möglich zu begrenzen und für die Bereitstellung der Energie vorrangig umweltschonende Klimatisierungskonzepte zu erstellen. Genaue Zahlen zum Energieverbrauch des Hauses liegen öffentlich nicht vor. Ein Teil des Energiebedarfes für die 37 Ebenen muss das Klimahaus Bremerhaven auch mit Energie aus konventionellen Quellen aufbringen.

### Kühlung und Heizung
Um eine umweltschonende Energienutzung zu gewährleisten, wird unter anderem die natürliche Zirkulation der Innenluft und die Sonneneinstrahlung zur Belüftung und Klimatisierung genutzt. Um die vorhandenen natürlichen Ressourcen besser nutzen zu können, wurde auf die Technik der Betonkernaktivierung zur Raumtemperierung zurückgegriffen. Dabei wird die natürliche thermische Speicherwirkung des Betons ausgenutzt. Ein weiterer Energielieferant der hier Verwendung findet ist die oberflächennahe Geothermie. Dafür wurden 464 Pfähle von insgesamt 770, die rund 20 m im Untergrund verankert sind und gleichzeitig für die Statik des Gebäudes eine tragende Rolle spielen, als Wärmetauscher verwendet. Der Durchmesser der Pfähle beträgt bis zu 60 cm. Sie reichen bis 25 m tief in den Boden. Sie enthalten insgesamt etwa 21 km Kunststoffrohre, durch die eine Wasser-Glycol-Mischung gepumpt wird. Diese Energiepfähle dienen als Wärmetauscher gegenüber dem Boden und Grundwasser – im Winter zum Heizen und im Sommer zur Kühlung des Gebäudes.

### Stromerzeugung
Für die Aufbringung eines gewissen Anteils der benötigten elektrischen Energie wurde in das Dach der Plaza eine monokristalline Photovoltaikanlage direkt in die Isolierverglasung eingebaut. Mit insgesamt 143 Photovoltaikmodulen und einer Leistung von 35,7 kWp (jährlicher Stromertrag 30.000 kWh, entspricht einem jährlichen Strombedarf von zehn Haushalten) ist diese in der Lage, den Stromverbrauch des Ausstellungsbereiches „Chancen“ zu decken. Ein sekundärer Nutzen dieser Anlage ist die 80-Prozent-Abschattung des Innenraumes, wodurch in den Sommermonaten eine Verminderung des Energiebedarfs zur Kühlung erzielt wurde.
Die Wärmeversorgung erfolgt über Fernwärme, die im Bremerhavener Müllheizkraftwerk erzeugt wird. Um auch bei der Wärmeverteilung einen Beitrag zum Klimaschutz zu leisten, kommen ausschließlich elektronisch geregelte Trockenläuferpumpen und Hocheffizienzpumpen zum Einsatz. Diese Pumpen passen ihre Drehzahl den wechselnden Lastbedingungen der Anlage bzw. des jeweiligen Heizkreises an, so dass sie bedeutend weniger Strom als ungeregelte Pumpen verbrauchen, so können Stromeinsparungen von bis zu 80 Prozent erzielt werden.

## Filme
- Klimahaus Bremerhaven (= Museums-Check. Folge 85). Reportage, 30 Min., Moderation: Markus Brock, Produktion: 3sat. Erstausstrahlung: 18. Februar 2024.[16]

## ÖPNV
Die Verkehrsanbindung erfolgt durch die Linien 502, 504, 505, 506, 508, 509, HL, ML und NL der Bremerhavener Versorgungs- und Verkehrs-GmbH über die Bushaltestelle Havenwelten.